# Voluja
Voluja (en serbe cyrillique : Волуја) est un village de Serbie situé dans la municipalité de Kučevo, district de Braničevo. Au recensement de 2011, il comptait 913 habitants.

## Démographie

### Évolution historique de la population
| 1948  | 1953  | 1961  | 1971  | 1981  | 1991  | 2002  | 2011 |
| ----- | ----- | ----- | ----- | ----- | ----- | ----- | ---- |
| 1 927 | 1 728 | 1 604 | 1 523 | 1 565 | 1 318 | 1 123 | 913  |

|  |